# Antoni Borzobohaty
Antoni Borzobohaty (ur. w 1836 w Rutka, zm. w 1900)  – polski lekarz, powstaniec styczniowy.

## Życiorys
Syn Konstantego herbu Jelita (1811–1845) i Julii z Tuhanowskich (1812–1880). Miał siedmioro rodzeństwa; braci - Józefa (1811-1865), Bolesława, Stanisława (1834-?), Ignacego (1835-?), Władysława  i Franciszka oraz siostrę Kamilę. Prowadził praktykę lekarską w Lubiczu w powiecie nowogródzkim do maja 1863, potem pracował w powiecie słuckim. Za goszczenie w swoim domu naczelnika oddziału powstańczego Miładowskiego i przekazanie go dr Ćwirce w Mirze został oskarżony i skazany przez rosyjski Sąd Wojenny "po pozbawieniu wszystkich osobiście i majątkowo przysługujących praw i przywilejów, na zesłanie i zamieszkanie w odległych guberniach". Zesłany z bratem Józefem do gubeni tomskiej prowadził praktykę lekarską w Usmaniu gdzie potem został lekarzem powiatowym.  Po powrocie z zesłania prowadził praktykę lekarską w Białej Podlaskiej w latach 1868–1873.
Żonaty z Zofią Iwaszkiewicz, miał sześcioro dzieci: Mieczysława, Adama, Marię, Michalinę, Helenę i Zofię.